# نيك وارين
نيك وارين (بالإنجليزية: Nick Warren)‏ دي جي ومنتج أسطوانات إنجليزي مختص في موسيقى الهاوس من مواليد 24 أكتوبر 1968.

## روابط خارجية
- نيك وارين على موقع ميوزك برينز (الإنجليزية)
- نيك وارين على موقع أول ميوزيك (الإنجليزية)
- نيك وارين على موقع ديسكوغز (الإنجليزية)